# Chaetexorista atripalpis
Chaetexorista atripalpis là một loài ruồi trong họ Tachinidae.